# Trabant

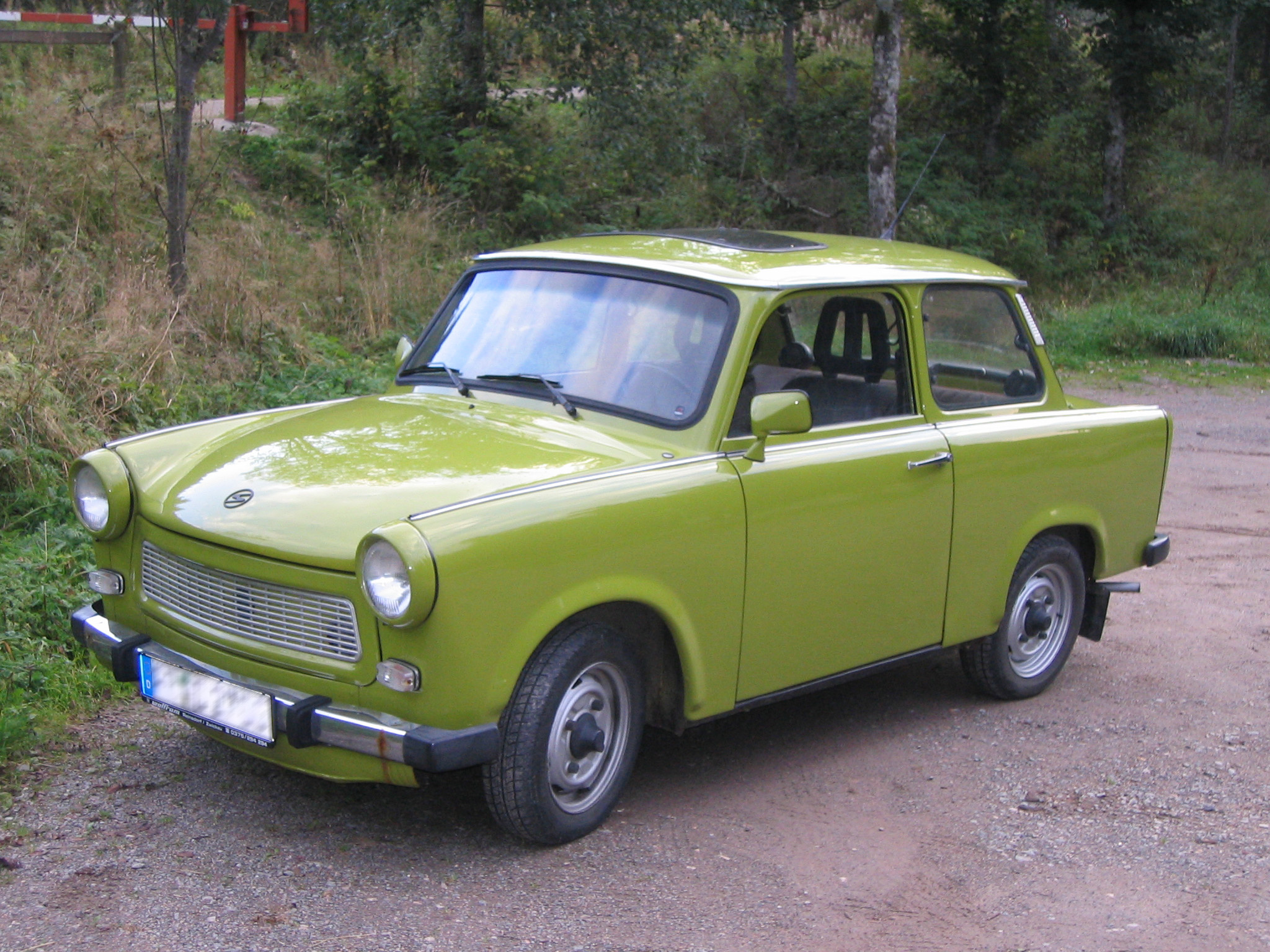
Trabant 601

A Trabant egy keletnémet személygépkocsitípus, amelyet a német VEB Sachsenring gyártott. Az első Trabant 1957. november 7-én gurult le a futószalagról, a legelterjedtebb autó volt Kelet-Németországban, és a többi szocialista országba is exportáltak belőle. Neve – jelentése útitárs, követő, csatlós, darabont – az akkoriban fellőtt első szovjet műhold, a Szputnyik–1 német megfelelőjéből származik, mintegy tiszteletből.
A műszaki jellemzői közé tartozik a kétütemű motor és a polimerből készült karosszéria. Megjelenésekor modern kisautónak számított elsőkerékhajtással és keresztirányban szerelt motorral, a Wartburg mellett pedig lehetővé tette a tömeges motorizálást az NDK-ban. 1976-ban a Trabant képviselte az NDK-ban használt összes autó 47%-át.
Bár az ideiglenesen importált Zaporozsec mellett ez volt az egyetlen kisautó, az NDK kormánya nem részesítette elsőbbségben. Az új modelleket politikailag megakadályozták vagy leállították, így a Trabant csak részleteiben volt fejleszthető tovább, és egyre távolabb került az autóépítés nemzetközi fejleményeitől. Az egyre rosszabb hírű Zaporozsecet sem gyártottak sokkal tovább, mint a Trabantot (1994-ig). További probléma volt még az, hogy a kibocsátott autók száma túl alacsony volt, így egyrészt nem lehetett kielégíteni a keresletet, másrészt a termelési eszközökbe történő beruházási költségek lassan amortizálódtak, ami ráadásul akadályozta a jármű további fejlesztését.
A Trabant a nyolcvanas évek elejéig még sikeres volt a nemzetközi raliversenyeken. Sok járművet exportáltak Csehszlovákiába, Lengyelországba és Magyarországra. Különösen a Trabant 601-est, mely 1989/1990-ben a politikai rendszerváltás szimbólumává vált, viszonylag nagy számokat ért el. A VW Beetle-hez hasonlóan az autó, amelyet gyakran szeretettel hívnak „Trabi/Trabbi”, kultikus járművé fejlődött, széles baráti körrel.

## Története

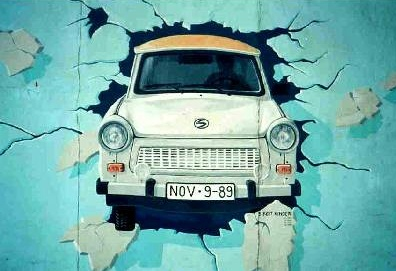
Át a berlini falon

A Trabant volt az első jármű a Német Demokratikus Köztársaságból, ami a keleti közlekedés szimbólumává vált. Régebbi kiadású autós szakkönyvek még törpeautónak nevezték, hiszen – egyes tévhitek szerint – eredetileg nem is kocsinak készült, hanem fedett motornak.
DKW volt a neve annak a német autógyárnak, amelyik a második világháború előtt kifejlesztette az F8-at, ami később minden keletnémet családi autónak őstípusává vált. A Zwickauba települt AWZ – Automobilwerk Zwickau – gyár folytatta az F8 gyártását, aminek továbbfejlesztéséből született meg a szovjetek fennhatósága alatt a világháború után az F9. 1953-ban az F9 gyártása Eisenachba költözött, ahol az EMW, később pedig a Wartburg készült. Zwickauban az F8-ból a P70-es modellt fejlesztették ki, aminek elnevezésében a P (personenkraftwagen) a személyautó jelleget, a 70 pedig a 700 cm³-hez közelítő 690 cm³-es motort jelölte. Ez volt az első német autó, amelyik műanyagborítású (duroplaszt) karosszériával készült. 1955-ben mutatták be, vízhűtéses kétütemű motorja a régi kéthengeres F8-aséval szinte megegyezett, 22 lóerőt teljesített. A kocsi 820 kg-ot nyomott, 90 km/h végsebességre volt képes, amelyre nem kevesebb mint egy perc alatt gyorsult fel. Ezek a menetteljesítmények már abban az időben is nagyon elavultnak számítottak, az anyaghiánnyal küzdő NDK-ban viszont egyelőre nem látszott más lehetőség arra, hogy olcsón előállítható személyautóhoz juthassanak az emberek.
A limuzin kivitel mellett („Zwickau” típus) kapható volt még kombi és coupé változatban is. Az öt évig tartó gyártás során több mint 36 000 autót állítottak elő. 1957. november 7-étől volt kapható a P70-es utódja: a P50-es, majd a P601. A Sachsenring-emblémát a Trabant 1958. május 1-jétől viselte, de a P70-es típus leállításáig őket is ezzel látták el, az addigi AWZ-logo helyett. Nagyon közkedvelt kocsi volt, alacsony ára és könnyű javíthatósága miatt vonzódtak hozzá az emberek.
Az első szérián (P50, 1957–1959) még nem volt oldalcsík, egyszínű volt a fényezés, a dísztárcsák pedig virágsziromszerűek. Az AWZ, majd Sachsenring-logós orrjelvény magában hordja a motorháztető felnyitását segítő fület, később bemélyedést. Motorja 500 cm³-es, amely 18 lóerőt ad le. 1964-ig 132 000 db-ot adtak el belőle, amikor a P601 átvette a helyét. 1958-ban az autó oldalán lévő díszléc átalakult, ezentúl ívesen lekanyarodott az autó hátulja felé haladva, és a kocsi fényezése is kétszínű lett. A kormányküllők is íveltté váltak, és az üléstámlát billenthetővé alakították. 1959-től forgalomba került az új a típusjelzés, Trabant 500 névvel.
A második sorozat (P50/1, 1959–1961) kétszínű fényezést kapott, amit ívelt díszléc osztott ketté.
A harmadik változatnál (P50/2, 1961–1962) az egy darab oldaldíszléc egyenes, de itt már változtak az ülések, a belső kárpitok és a műszerfal.
1960-ban jelent meg az első kombi, 1962-ben pedig a már ismert karosszériát mutatták be 600-as motorral, 100 km/h végsebességgel. Ekkor már egyenes küllős kormánykerék, kettős egyenes díszléc jellemezte az autót. A fehér kocsikon szürke, piros, kék, okker vagy zöld volt a díszcsík. A hátsó lámpa alsó részét Magyarországon belülről bíbor burkolattal látták el. A kétüteműek utolsó típusa a P601-es volt, amit 1963-tól készítettek.
Ez a jármű elvetve a mai napig rója hazánk útjait. Műszerfala kezdetben vajszínű, majd szürke volt, 1965 és 1968 között szögletes kilométerórával szerelték, a műszerfal 1966 áprilisától változott feketére. Ezeknél a kocsiknál 1969-ig nem volt szellőző a C-oszlopon, a benzintartály 24 literes volt. Az elülső embléma a hűtőrácson helyezkedik el, de még nem a jól ismert, körbezárt S-útkanyarulat, hanem van két oldalra ágazó karja is (szárnyas embléma), az index és a hátsó prizma pedig fémkeretes. A hátsó rendszámvilágítás öt db 3W-os izzóval üzemelt, a tükrök pedig ívelt formájúak voltak. 1966-ban már megjelent a Trabant 601 Deluxe típus is, amin a külső fémalkatrészek nagyja krómbevonatú, kisebb extrák is találhatóak benne, például rádió, kényelmesebb ülések, eltérő színű belső kárpit. A tető fényezése is esetenként eltérő a karosszéria többi részétől.
Ugyanebben az évben jött ki az automata kuplungos Trabant Hycomat kivitel is, amit csak megrendelésre gyártottak, de meglehetősen nagy példányszámban kelt el, főleg (de nem kizárólag) mozgássérültek részére. 1967-től a gyár kifejlesztette a nyitott változatot, amit először a honvédség és a határőrség részére gyártott, majd később civilek számára is hozzáférhetővé tett. A Kübelt a katonaságnak, határőrségnek, a Trampot pedig a civil vásárlóknak szánták. A következő nevezetes évszám 1974, ekkor gördült ki a gyárkapun az egymilliomodik Trabant. Számos apróbb változtatás gazdagította a kocsit ezekben az években. Ilyen volt a kormányzár, az intrevallumkapcsolós ablaktörlő vagy a kibővített színválaszték. 1980-tól már a Deluxe kivitelhez elektromos ablakmosó, ködlámpa, tolatólámpa és kétszólamú kürt is tartozott. Ez 1983-ban kibővült még fejtámlákkal és hátsóablakfűtéssel is. Ez utóbbi 1987-től minden modellen szériafelszerelés. 1985-től a fényszórókban halogénizzók világítanak, és megjelent a tetőablakos változat is. A felsorolt „extrák” ma már szinte bárki számára nélkülözhetetlen kiegészítőket jelentenek egy autóban, de a „kicsi csoda” esetében ez nem volt mindig így.
Az 1989-es tesztelés és nullszéria után 1990 májusában megindul az 1.1-es Trabant gyártása. Addigra azonban a megváltozott német politikai és társadalmi helyzet miatt az autó jövője bizonytalanná vált, így 1991. április 30-án az utolsó darab is elhagyta a szerelőszalagot. A kocsi főbb jellemzői: 1043 cm³-es VW Polo licenc motor 41 LE-vel, egytorkú Weber karburátorral, a váltó négyfokozatú (+hátramenet), saját fejlesztés. A vízhűtéses motor miatt jobb lett a kocsi hűtése és fűtése. A motor mérete miatt az immár 28 literes benzintankot a csomagtartó alá (kívül) helyezték el. A kocsi elejét számos ponton megerősítették, az első futómű is változott. Az első kerekek tárcsaféket kaptak és a kerekek kivitele is másmilyen lett. A megújult műszerfalon a kilométeróra mellett egy kombinált műszer tájékoztat a hűtőközeg hőmérsékletéről és a benzinszintállásról. Megtalálható még az olajnyomás- és fékellenőrző, továbbá a vészvillogó visszajelzője is. Billenőkapcsolók sora van a műszerfalon: vészvillogó, hátsóablakfűtés, hátsó ködlámpa, kétfokozatú utastér-ventilátor, Universal kivitelnél a hátsó ablakmosó/törlő, némely kivitelnél az első ködlámpa kapcsolója. Újak a hűtés és fűtés kezelőszervei is. Az ülések fejtámlásak, az utasokat automata biztonságiövek védik, a kormány négyküllős (mindezek a 601S deLuxe-ből valók). Az új padlóváltókar miatt az első szőnyeg ki van vágva. Érdekesség, hogy a váltó nem középen, hanem hanem az „anyósülés” felé van kissé eltolva. Újdonság a két, kormánynál lévő ún. bajuszkapcsoló: a bal oldali az irányjelző, reflektor/fénykürt; a jobb oldali az ablaktörlő intervallumkapcsolója. Ezek az újdonságok mind az 1.1 S, mind az 1.1 1989-esben megtalálhatóak voltak. Teljesen újak a belül fémmerevítéses, új formájú és nagyobb műanyag lökhárítók (elöl/hátul), a már szintén említett új hátsólámpák (integrált ködzáró és tolatófénnyel). A felszereltségből nálunk hiányzott a hátsó biztonsági öv (a rögzítési pontok viszont már megvannak), az első ködlámpák és azok kapcsolója. Említésre méltó még az Universal – nálunk is – szériafelszereltségét képező kalaptartó, amely nagy mérete miatt nem túl praktikus elem, ezért gyakran kidobták az autóból, így manapság már nagyon ritka.
Mindeközben történtek meg nem valósult próbálkozások is Trabant-gyártás történetében. A hatvanas évek végén a sorozatgyártás küszöbére érkezett a Trabant 601 utódja a 603, ami igencsak forradalmi konstrukció volt. Megtartotta elődje előremutató jellegzetességeit, az elsőkerékhajtást és a műgyanta és gyapothulladékból komposztált duroplaszt karosszériát, de a formavilág és a hajtáslánc egyre korszerűsödött. A kétütemű kéthengeres helyére Wankel-motort álmodtak a bátor keletnémet mérnökök. 1968-ra az üzemi- és gyártáspróbák alapján a tervek némileg módosultak. Ekkorra a palettán már a Škoda 1000MB motorja, a Wankel-motor és a Wartburg 3 hengeres, kétütemű, vízhűtéses motorja szerepelt. A teljesen kész autót sorozatgyártástól már csak a gyártósor felállítása választotta el, azonban a politika közbeszólt, így nem kapta meg a gyár az engedélyt a gyártásához.
Az alábbi tényezők okozták a tervek kudarcát:
- 1968-ra a Wankel-motor licence lejárt, és a nyugatnémet NSU Motorenwerke megváltozott marketingpolitikája miatt nem kívánta a szerződést meghosszabbítani.
- Csehszlovákia 1968-as megszállása miatt a politikai és gazdasági kapcsolatok megromlottak, így a Škoda-gyár motorjára nem számíthattak.
- Az AWZ saját kapacitása, illetve az eisenachi Wartburg-gyár motorgyártó kapacitása nem fedezte volna az új típus motorigényét.
- Bár már szériaérett volt az autó, mégsem készült a 603-asból egyetlen darab sem.

Több mint 3 millió Trabantot adtak el összesen. Ezt az értéket összehasonlítva a brit Mini Morris 5,3 milliós eredményével, azt mondhatjuk, hogy a Trabant is sikeres kisautó volt.

## Trabant modellek

### P70 (1955–1959)
A legelső sorozatban gyártott modell, az IFA F8 alapjaira építve. Összesen 36 786 db készült belőle. Motorja kétütemű, vízhűtéses, 690 cm³-es. Alvázára (nem önhordó karosszériás) favázra szerelt duroplast kocsiszekrényt szereltek, az utastérben a padlózat is fából készült. Többféle kivitelben volt kapható: limousine, kombi, coupé – ezekből csak kevés készült. 

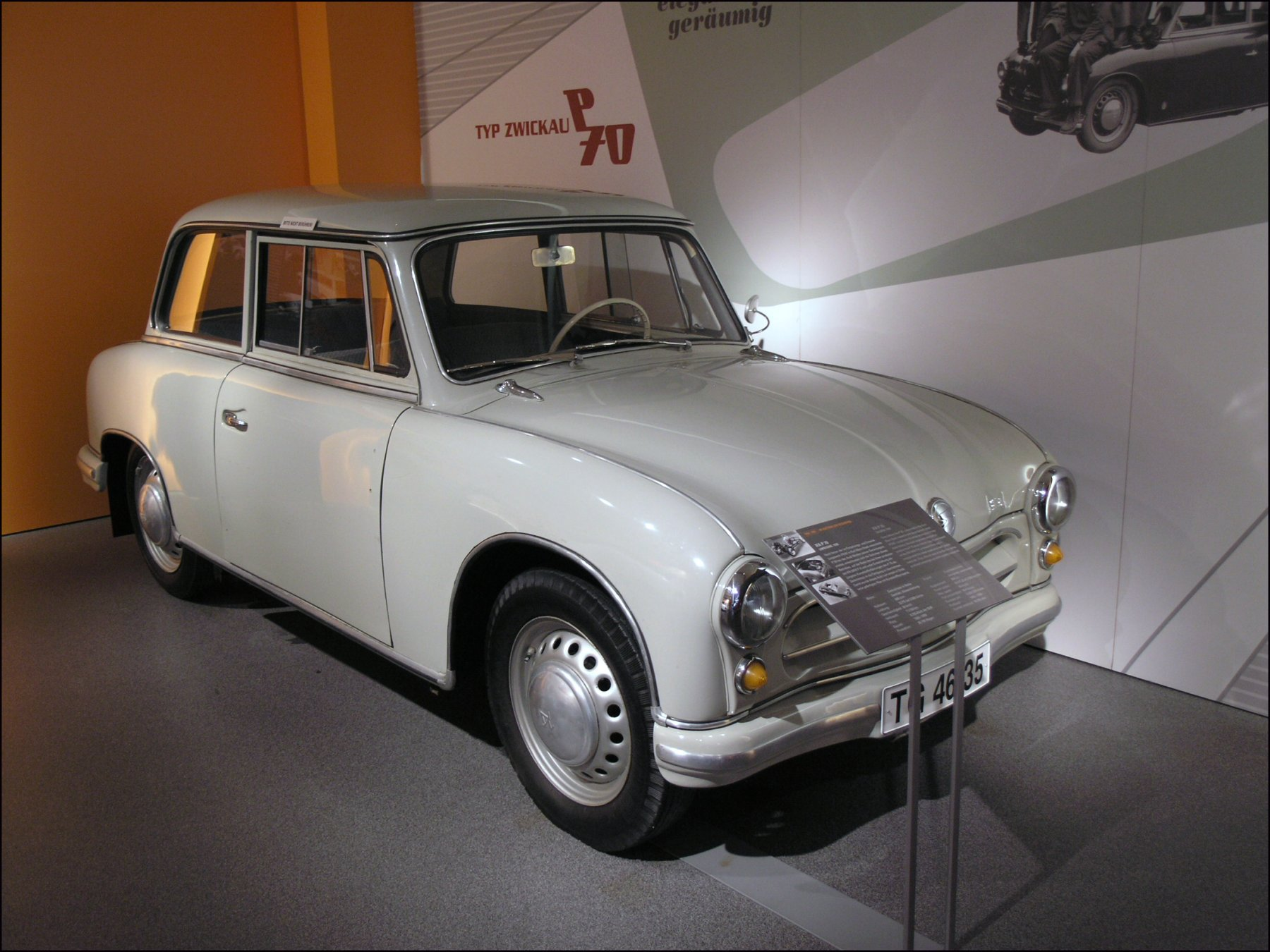
AWZ P70 Limousine
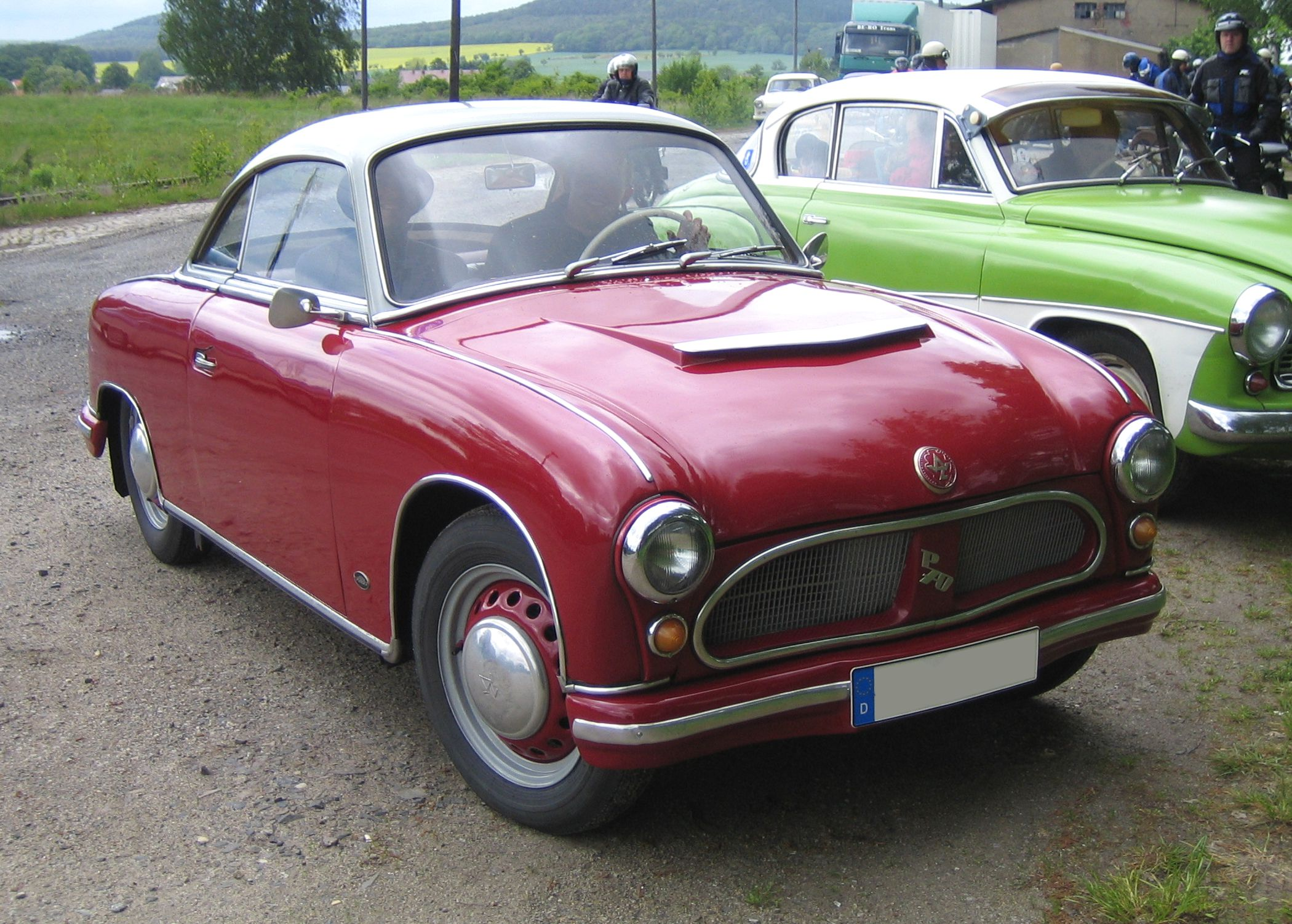
AWZ P70 Coupé

### P50 (1957–1962)
Az első Trabant-típus, bár a legelső szériák még az AWZ P50-es jelzést és emblémát viselték. Az ezek után következő széria már Trabant-típusú volt, és az a bizonyos S betű lett a jele is. Ezeken a sorozatokon még nem volt díszléc oldalt, az ablaktörlő pedig jobbra állt. Ezek után került gyártásra a már ismeretes ívelt díszléces modell. Az első darabokat az NDK-ban 8360 márkáért árulták. Összesen 131 434 db készült belőlük.

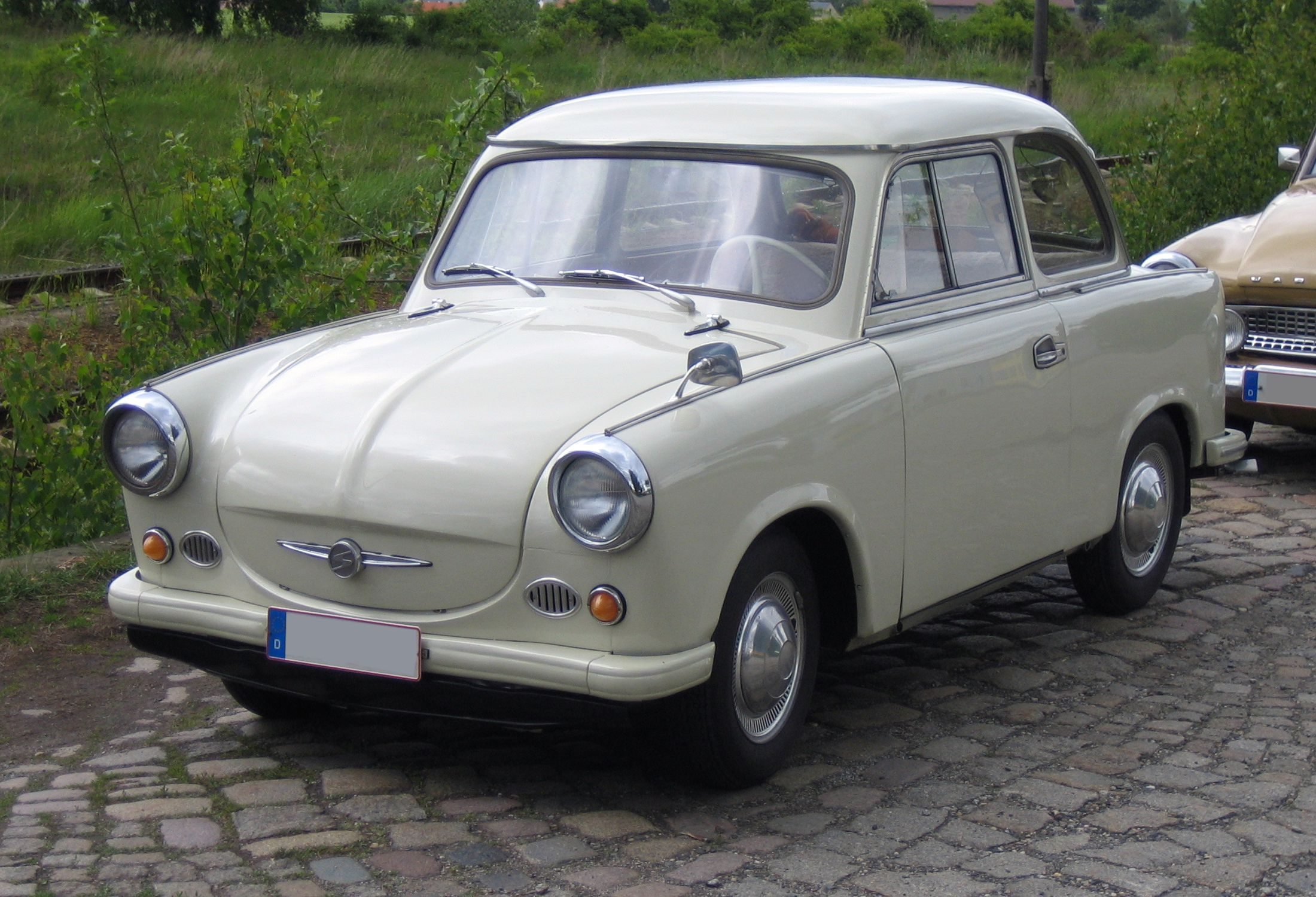
A P50 elölről
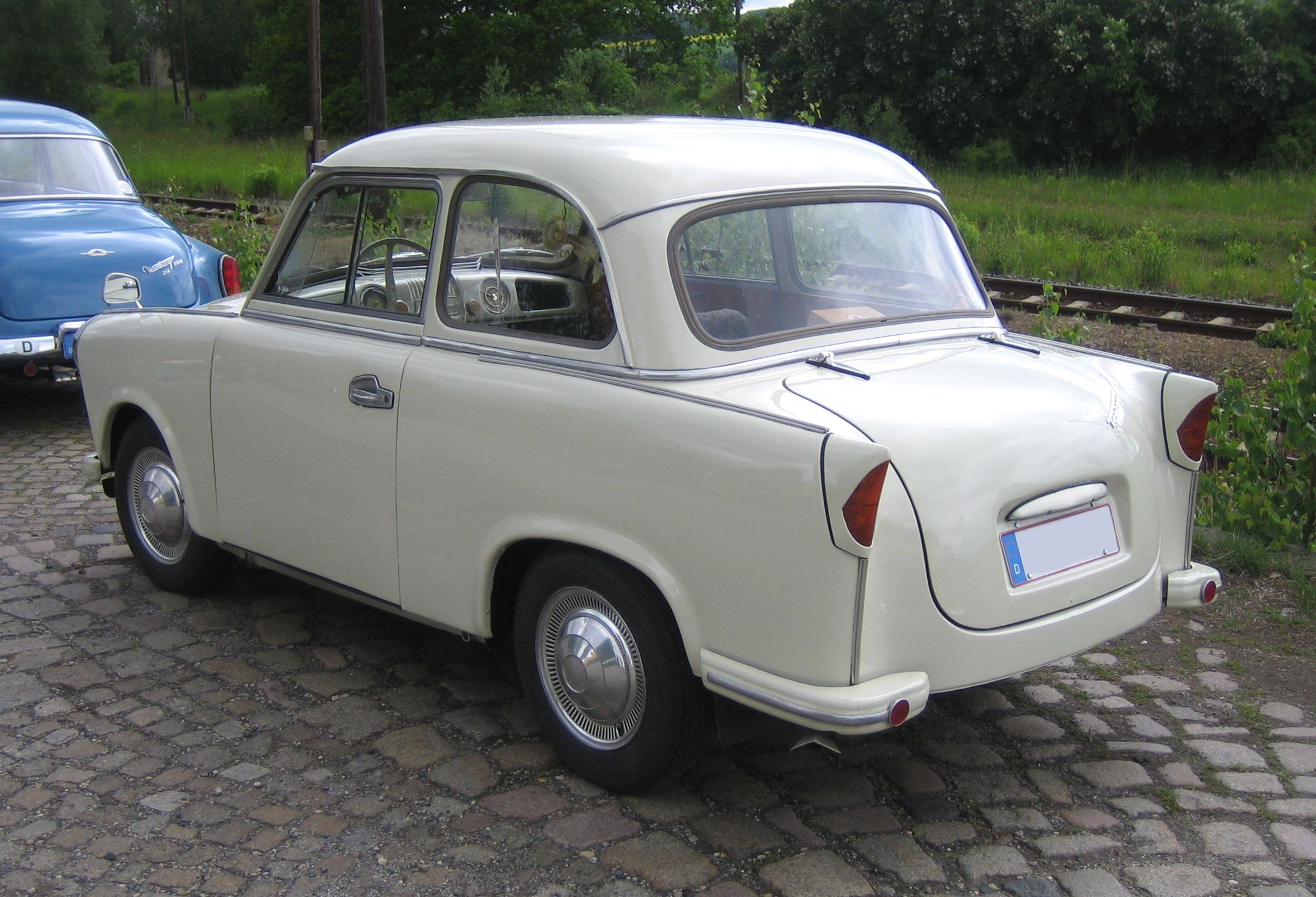
A P50 hátulról

### 500 (1960–1963)
A már jól bevált forma, egyetlen egyenes díszléccel. Megjelennek az első kombiverziók is, valamint az úgynevezett campingmodell, elhúzható tetővel. Motorikusan is történt némi továbbfejlesztés.

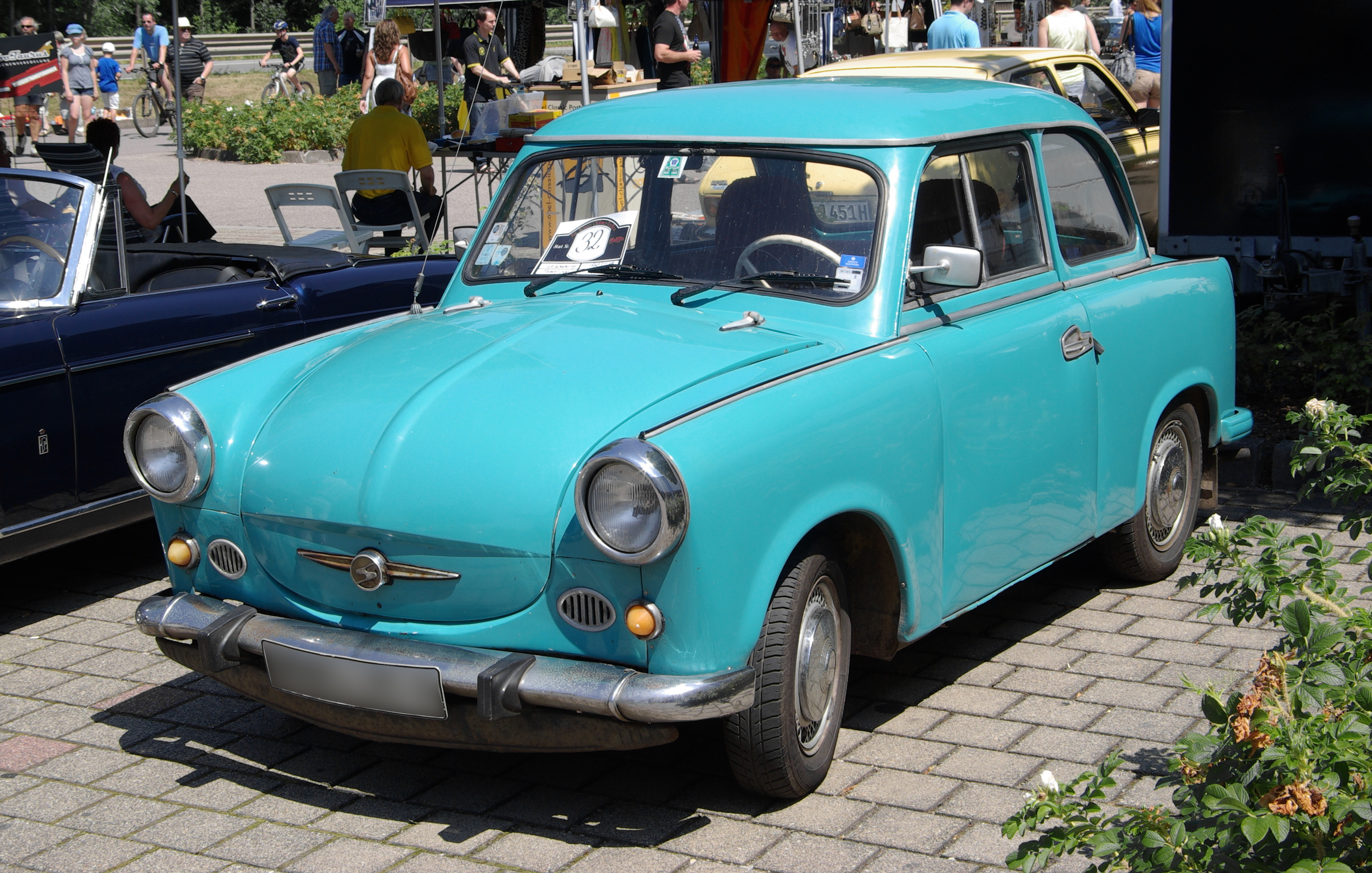
A Trabant 500-as limuzin balról…
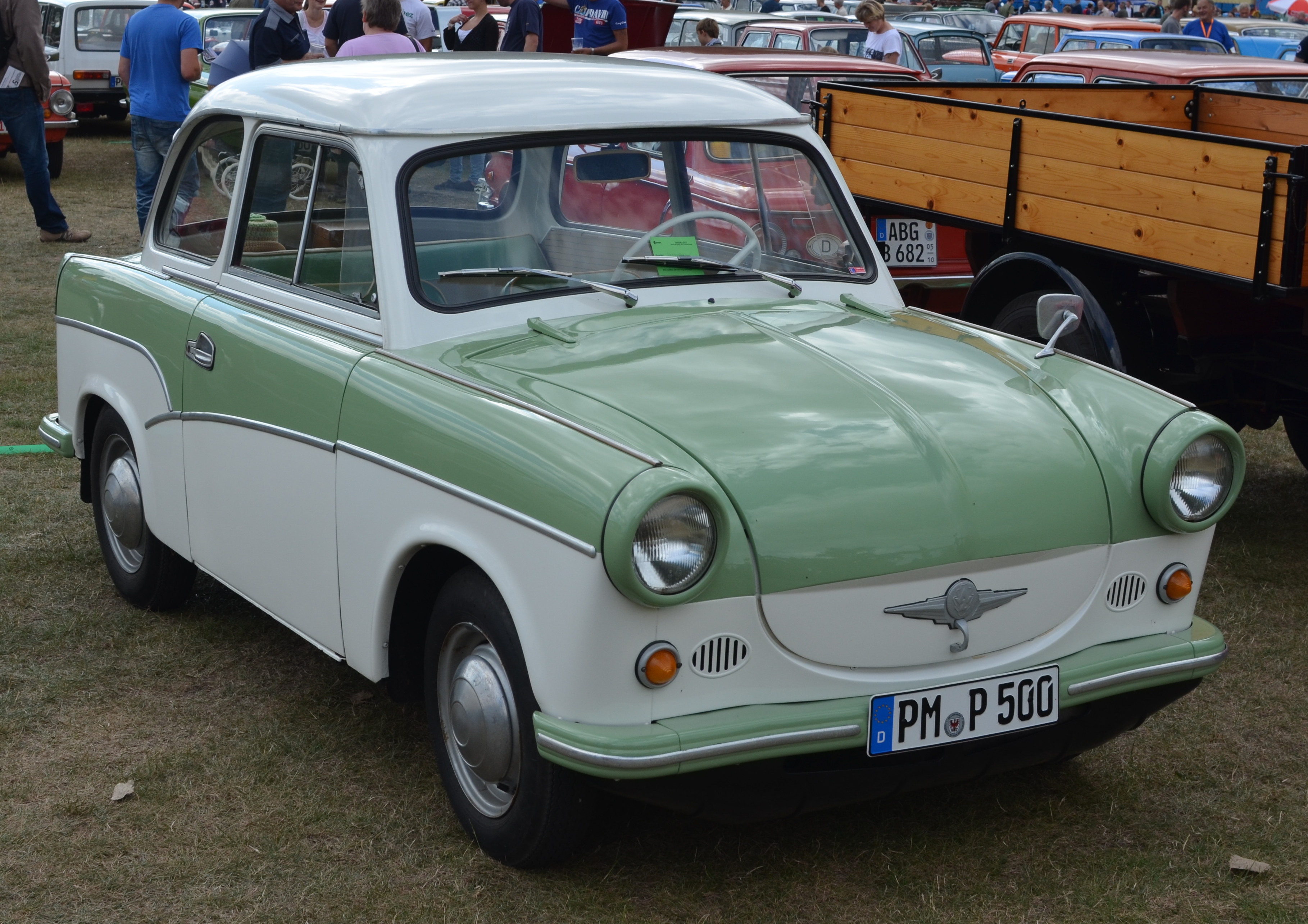
…és jobbról

### 600 (1963–1964)
A 600-as széria új, 100 cm³-rel nagyobb motort kapott. Külsőleg csupán annyi változás történt, hogy dupla díszléc került az oldalára.

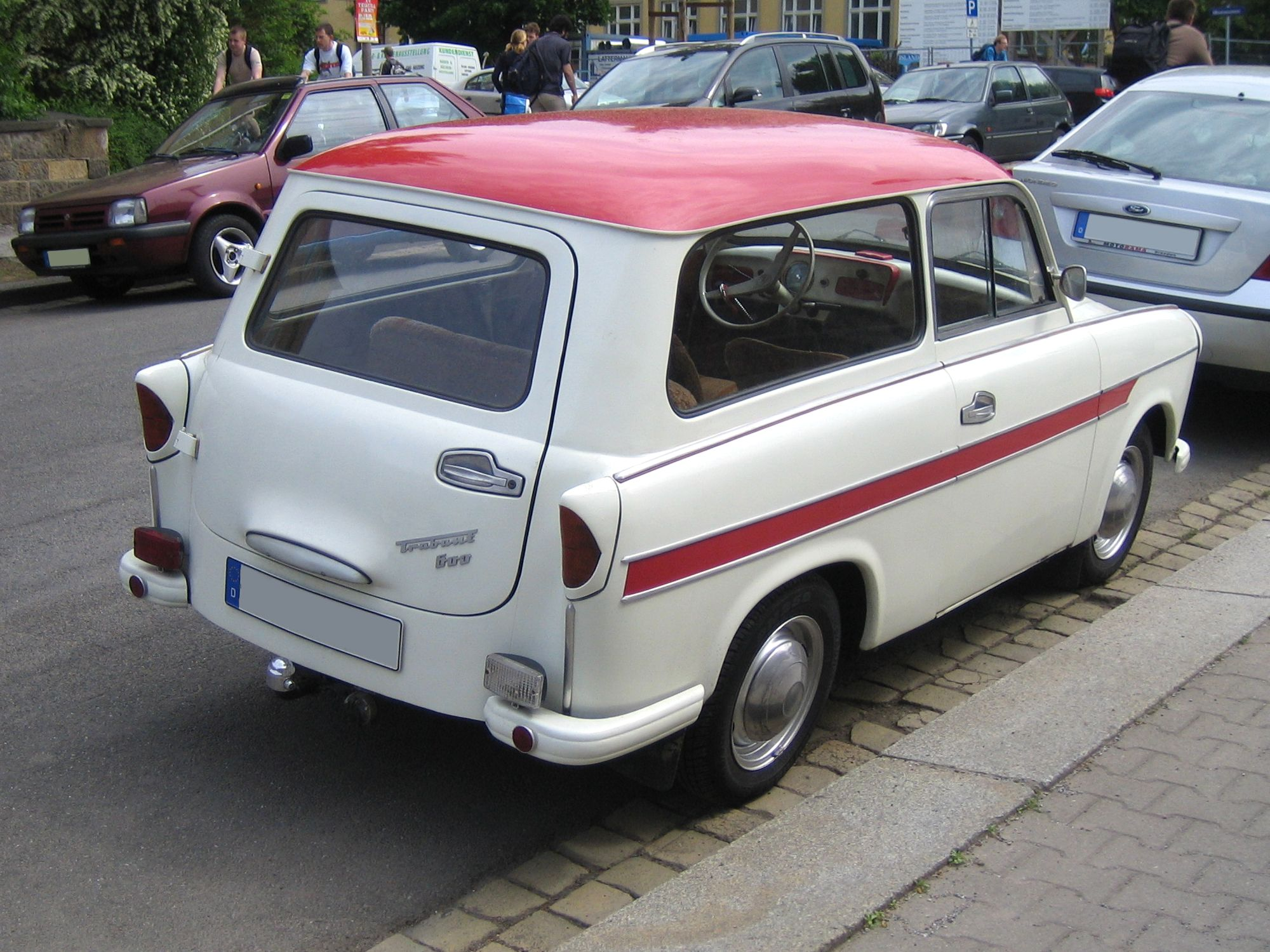
Trabant 600 kombi

### 601 (1963–1990)
Ez lett a legismertebb és legtovább gyártott széria. Összesen: 2 818 547 db készült belőle. Az első sorozatot még díszléccel álmodták meg a tervezők, ám ez nem valósult meg. Ezek után rengeteg apróbb változtatáson esett át az autó. Külsőleg a kerek lökhárítókat szögletesek váltották fel, a vékony B-oszlopot vastag oszlopra cserélik ám a kombikon marad a vékony, a homloklemez másik díszrácsot kap, műanyag kilincsek, fekete gumilapok, többlyukas felni. Szerkezetileg: egykörös fekrendszer 1979-ig, kétkörös fékrendszer a későbbiekben, új első futómű, 6 V-os elektromos rendszer (1984-től 12 V-os), elektronikus gyújtás és egyéb extrák. 1989-re szinte minden megváltozott benne. A 601-esből készült az úgynevezett Tramp is, amely kabrió volt, és eredetileg a határőrség számára gyártották.

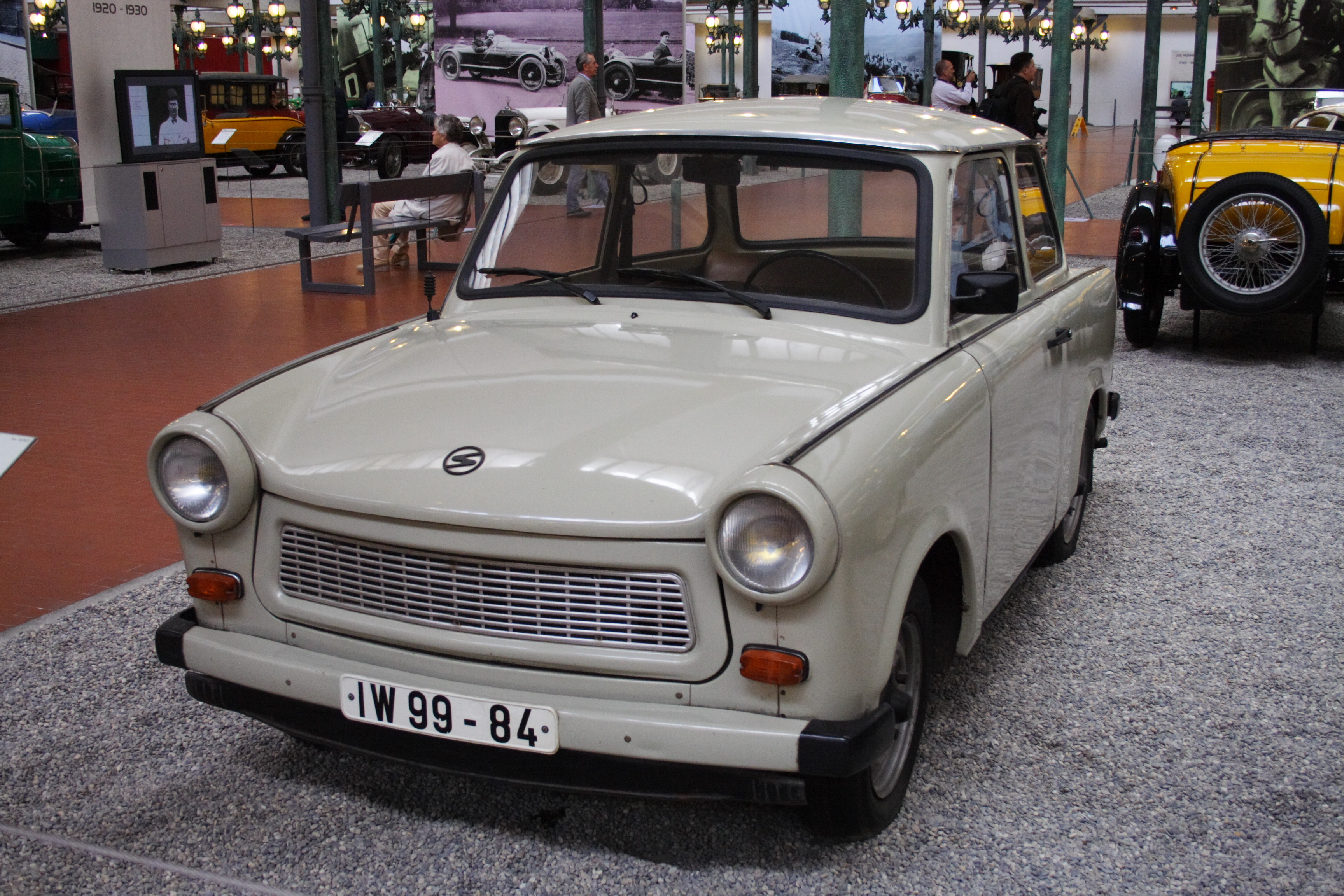
A 601-es elölről…
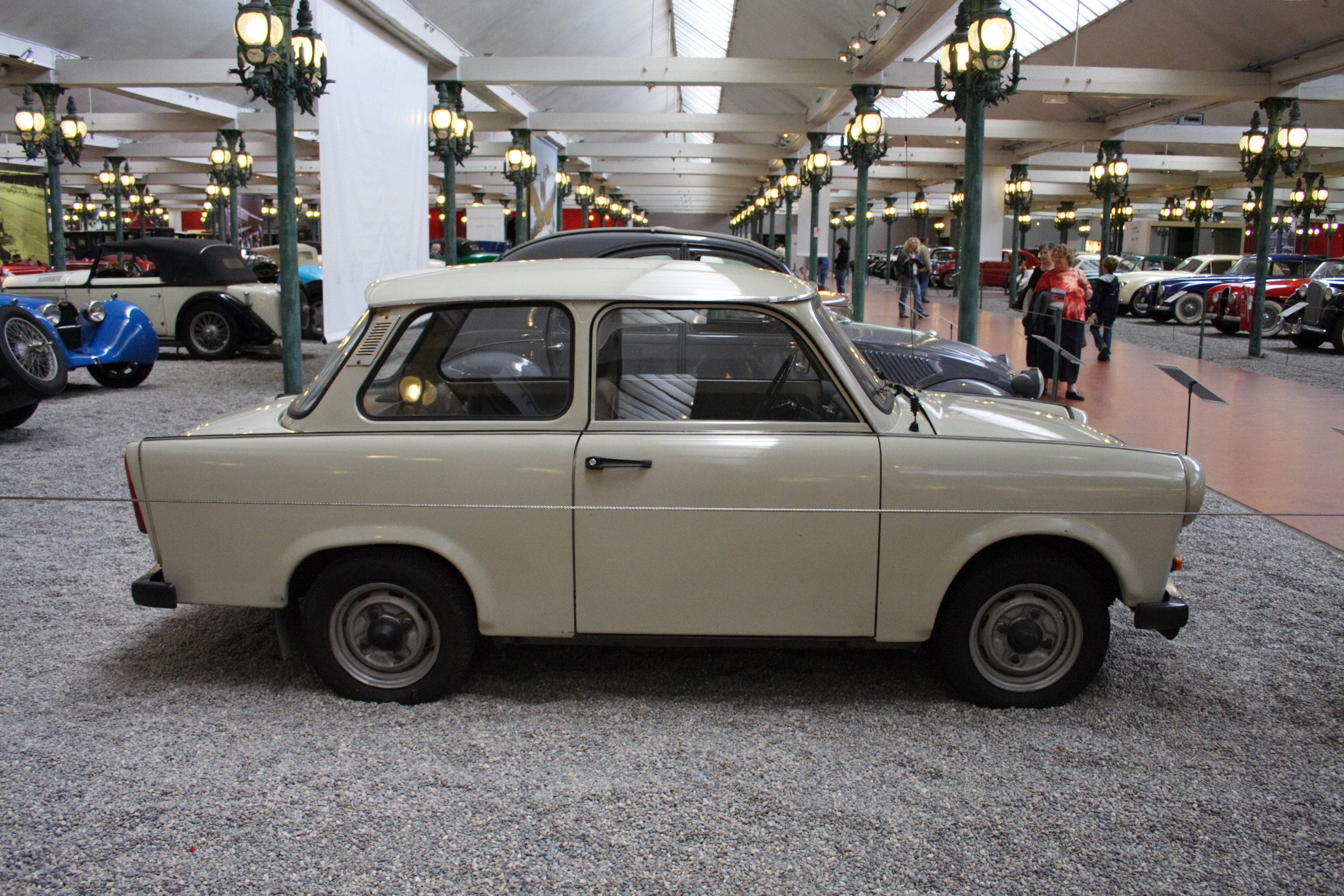
…oldalról…
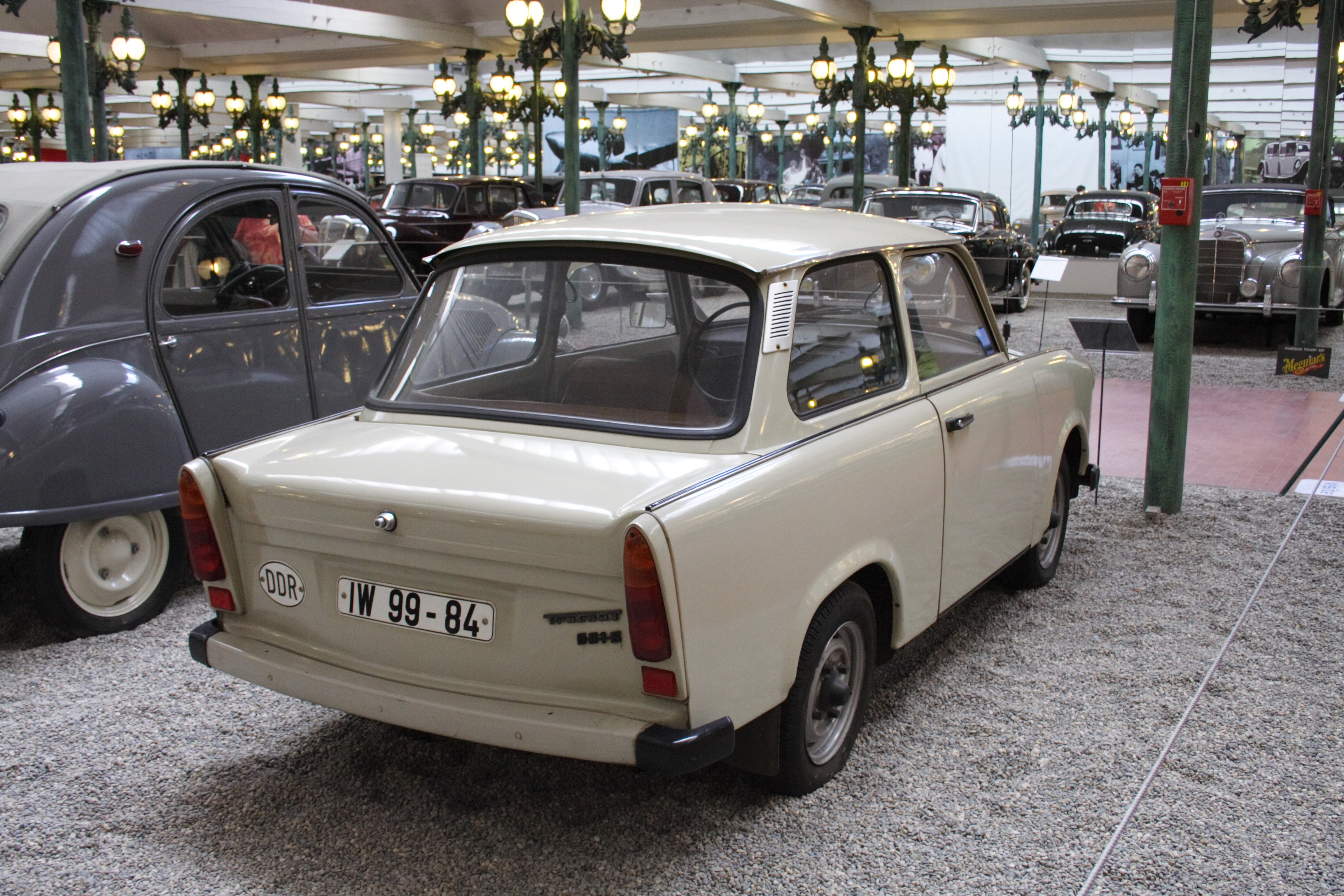
…és hátulról
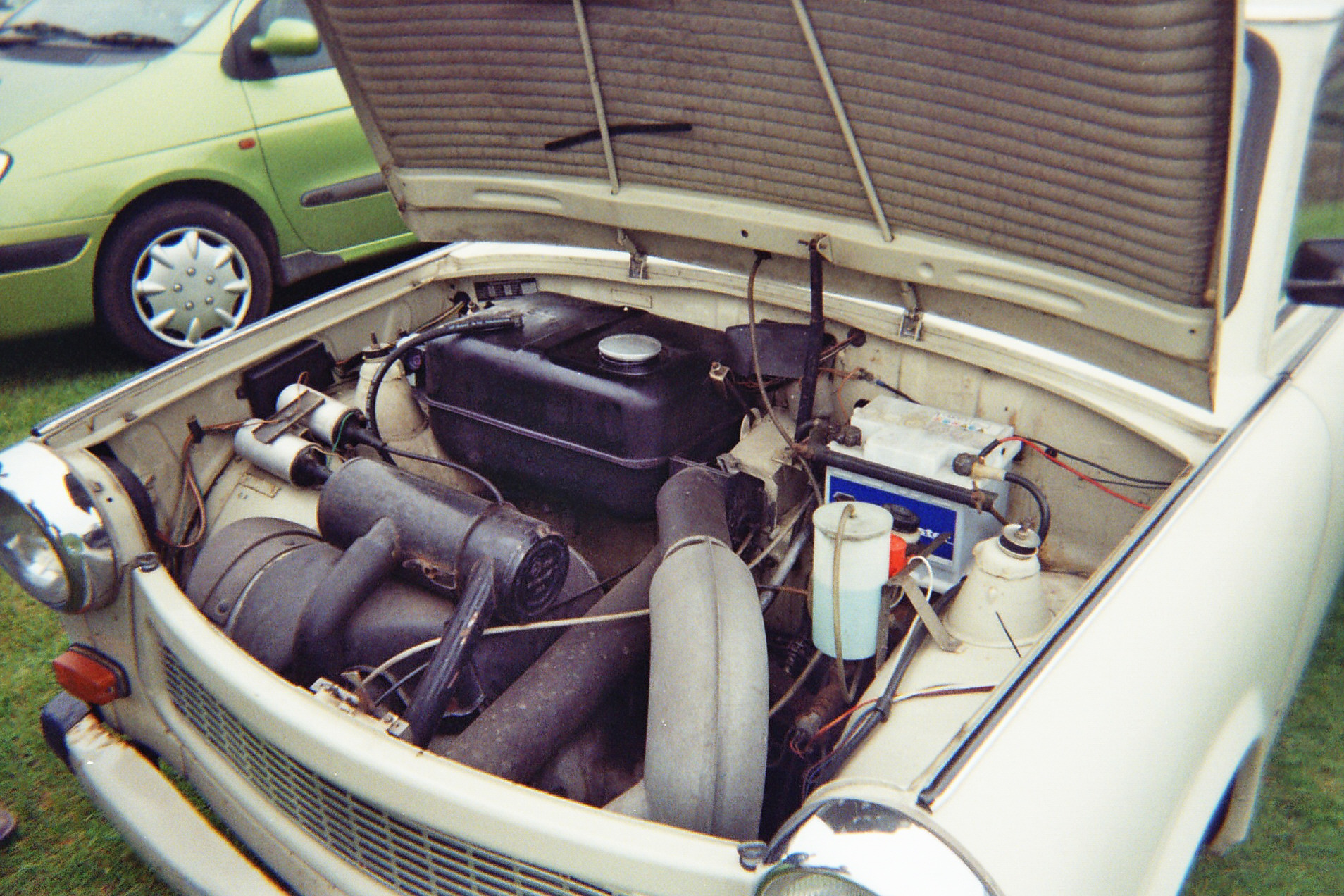
A 601-es motorháza

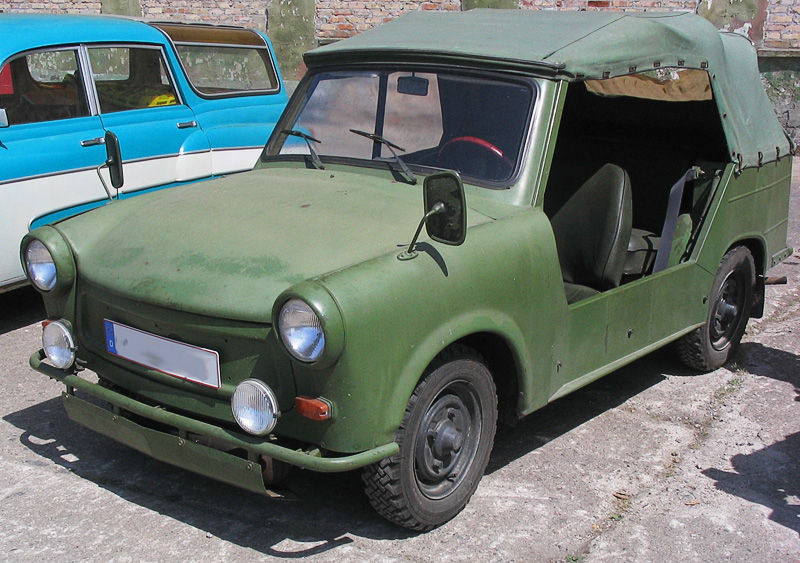
Trabant Kübelwagen/polgári változat Trabant Tramp („Stoffhund“)
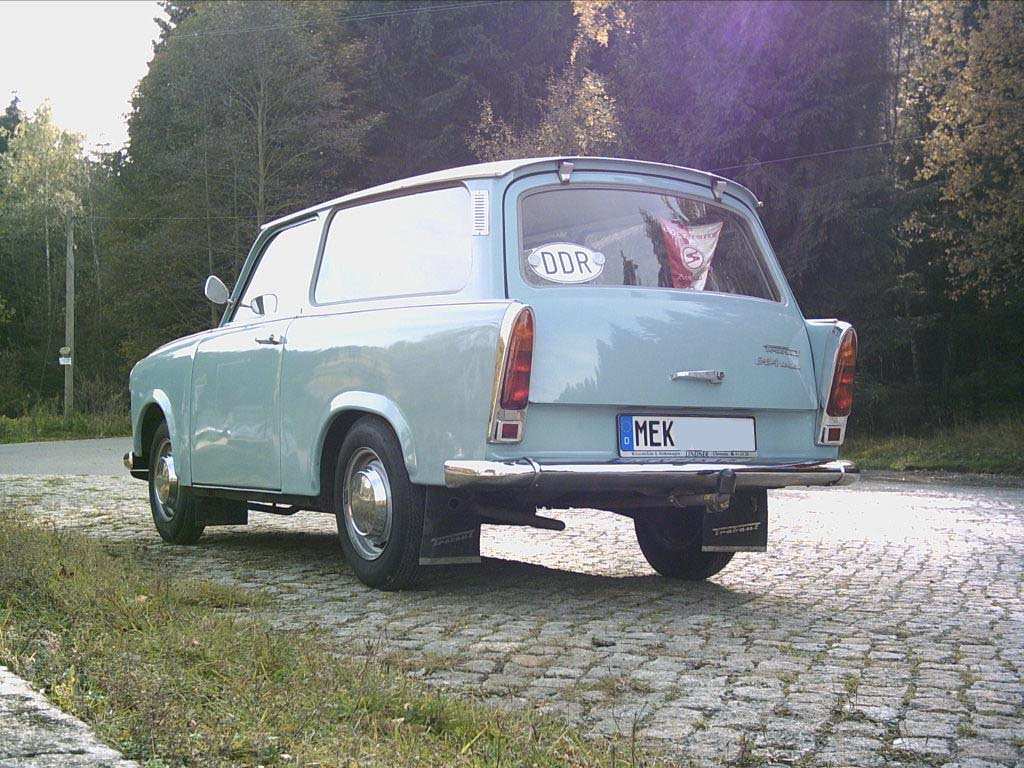
A 601-es kombiváltozata

### 1.1 (1989–1991)
A kor igényeihez igazodva megalkottak egy négyütemű szériát. Műszakilag teljes átalakításon ment keresztül, kivétel a hátsó felfüggesztés. Motorját kicserélték egy kisebb típusú Volkswagen Polo motorjára, egy 1043 cm³-es négyütemű gépre. Botváltós lett, előre tárcsafék, új osztókörű felni, új műanyag lökhárítók, hátsó lámpa, műszerfal kerültek. Ebből is gyártották a Trampet, amelyet már az átlagpolgár is megvehetett. Újdonságnak számított viszont a Pick-Up, amiből összesen két darabot gyártottak. A négyüteműekből összesen 38 122-t gyártottak le. Négyütemű lett a 3 000 000. Trabant is.

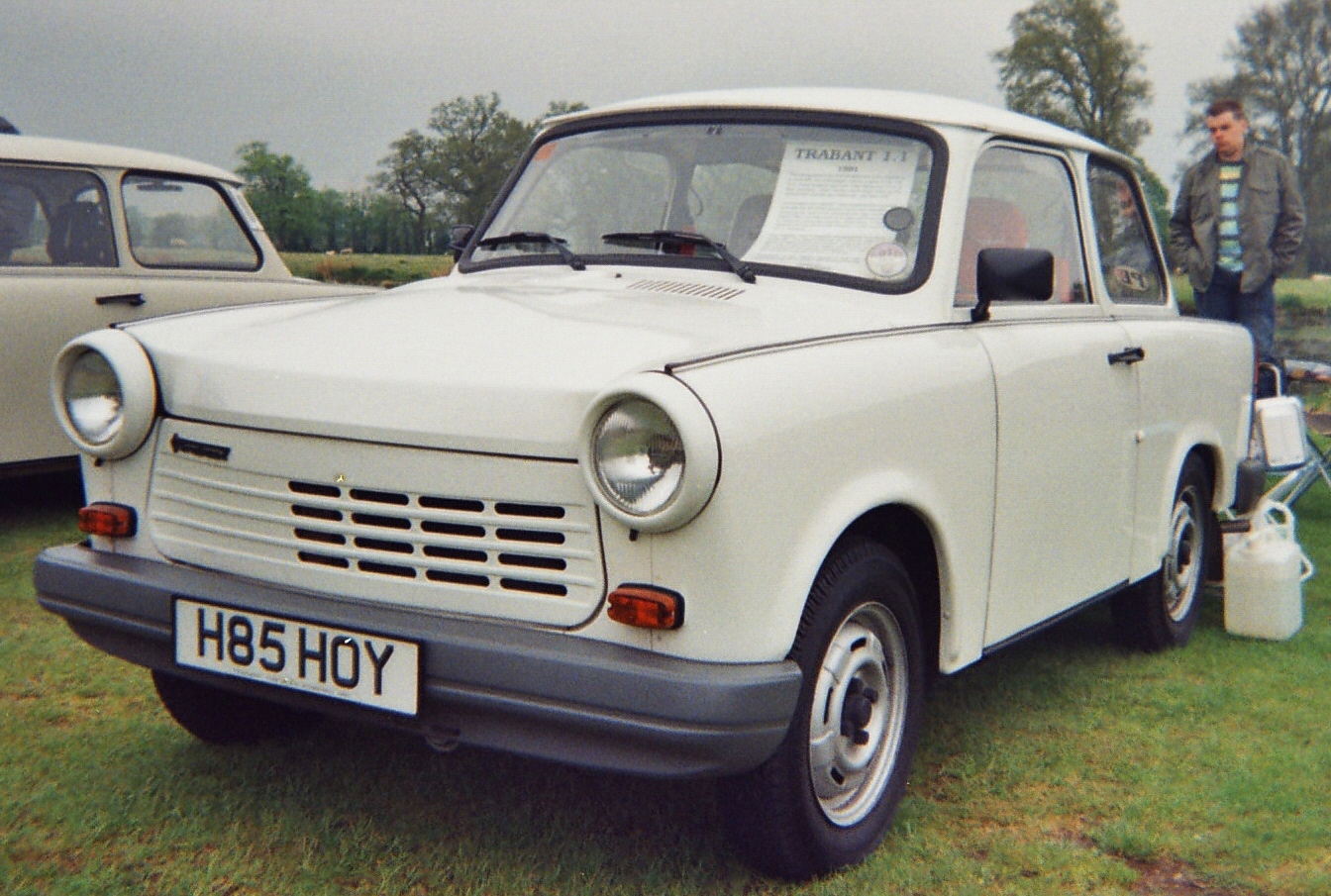
A Trabant 1.1 limuzin…
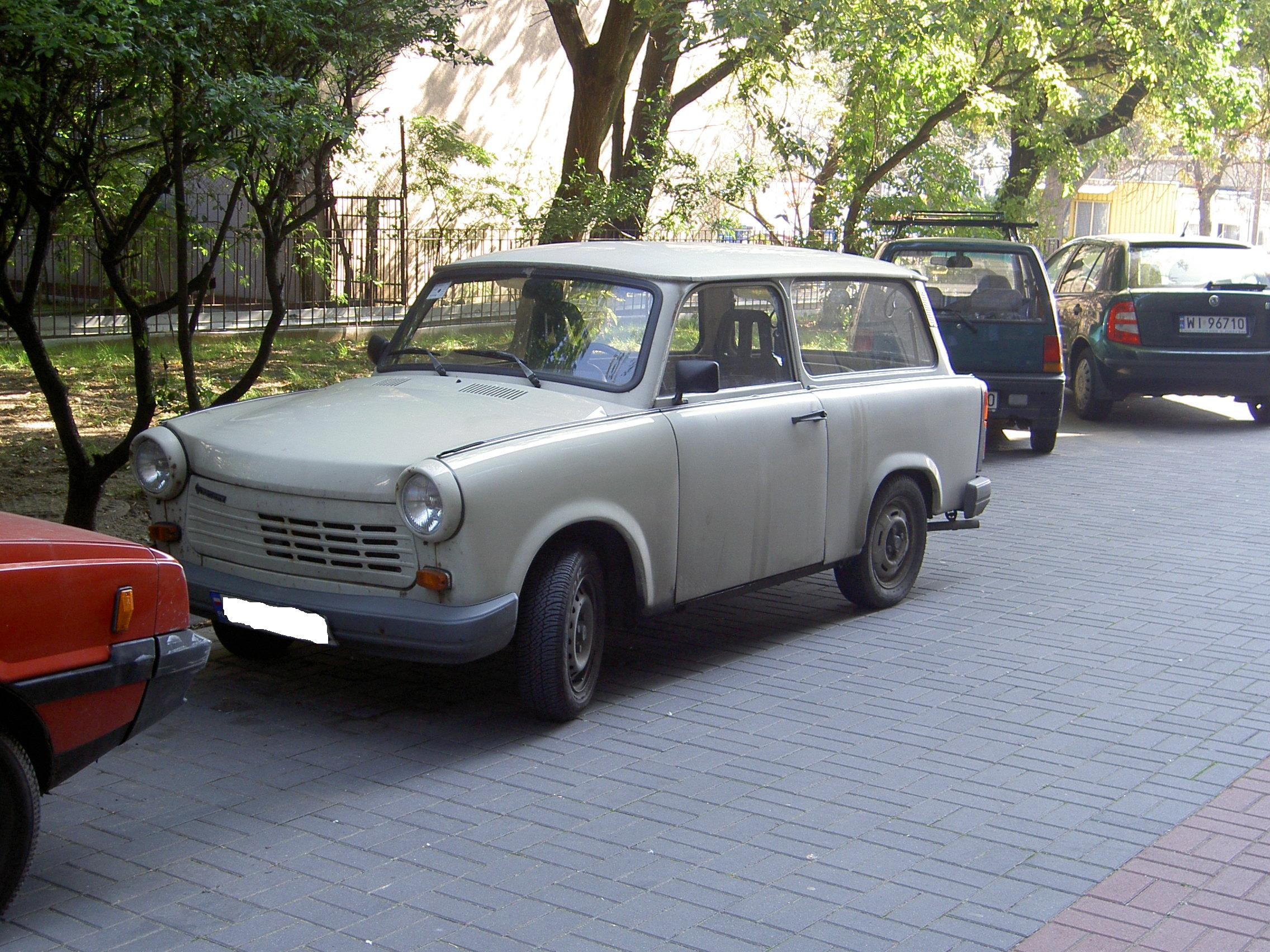
…és kombi változata
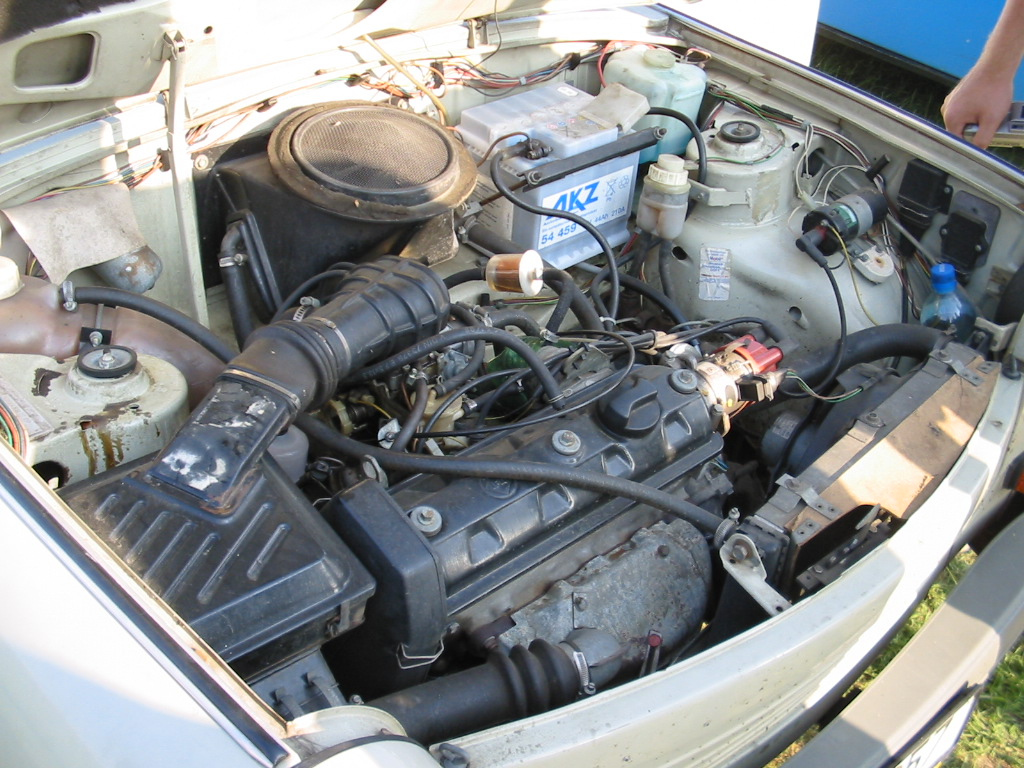
Az 1.1-es motorháza

### Nt (2009-től)

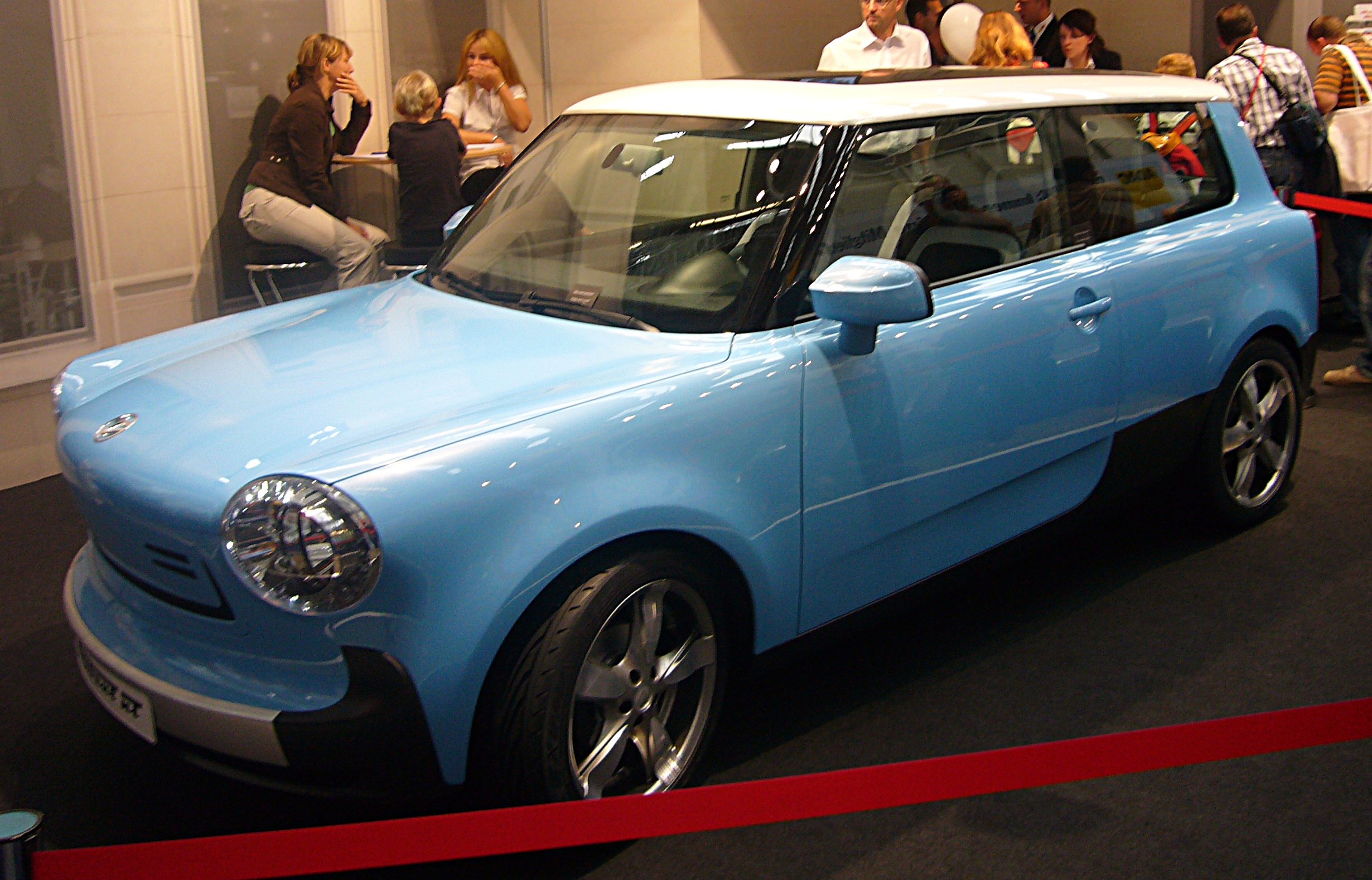
Trabant Nt 2009-ben Frankfurtban

Elektromos koncepciójármű, melyet a Frankfurti Autószalonon mutatott be 2009-ben a wilkau-haßlaui IndiKar. Befektetőt nem sikerült találniuk, így a jármű nem került sorozatgyártásba.
2017 körül egyes portálokon újra olvasni lehetett róla, hogy lesz gyártás, ez azonban álhírnek bizonyult, a koncepcióautó készítő is cáfolták.

## A gyár utóélete
A Trabant-művek valamikori cégét, a sachsenringi hengerművet sikerült eladni a felszámolási eljárás beindítása után három évvel a lipcsei HGM csoportnak. A csődeljárási megbízott, Bruno Kübler Zwickauban közölte, hogy a valamikori Trabant-présmű továbbélése biztosított. A befektető 170 dolgozót vesz át a cég 200 alkalmazottjából. A vételárat nem hozták nyilvánosságra.
A Trabant művekből 1991. április végéig összesen 3,1 millió autó került ki.
1995-ben piacra kerül az utolsó 444 darab Trabant Universal. Egy visszamondott török rendelésből maradó autókat tömtek meg extrákkal, és limitált szériaként, szabályzott katalizátorral adták el.
2003 májusában a Trabantot gyártó VEB Sachsenring Automobilwerke Zwickau jogutódja, a csődeljárás alatt álló Sachsenring Fahrzeugtechnik GmbH tervezői a Trabant alapjain készültek új autót építeni a harmadik világ piacaira.
2009-ben egy tiszta villanymotoros koncepciót (tanulmányautó) mutattak be Trabant Nt néven.